# Chionaema watsoni
Chionaema watsoni là một loài bướm đêm thuộc phân họ Arctiinae, họ Erebidae.